# 분비성 유방암
분비성 유방암 또는 유방 분비성 암종(Mammary secretory carcinoma, MSC)은 유방암의 희귀 형태이다. MSC는 일반적으로 여성에게 영향을 미치지만 상당한 비율의 경우 남성과 어린이에게도 발생한다. 실제로 맥드빗(McDvitt)과 스튜어트(Stewart)는 1966년에 처음으로 MSC를 기술하고 당시 청소년 여성에서 진단된 사례 수가 증가했기 때문에 이를 청소년 유방암종이라고 명명했다. MSC는 소아 유방암의 가장 흔한 형태로 전체 소아 유방암의 0.15% 미만을 차지하지만 소아 유방암의 80%를 차지한다. (소아 인구의 경우 전체 유방 악성 종양의 약 65%가 암종이다.)
1980년에 타바오솔리(Tavaosoli)와 노리스(Norris)는 이 조직을 H&E 염색으로 염색했을 때 호산성(즉, 빨간색 또는 분홍색) 세포외 분비물이 있는 특징적인 미세한 외관에 근거하여 청소년 유방암종을 "유방 분비성 암종"으로 이름을 바꾸었다. MSC는 유방암 발생 위치에 관계없이 분비성 암종으로 불리기도 한다.
MSC는 일반적으로 기원 관 주위의 조직을 침범한 관 유방 종양으로 발생하며 근처의 감시 림프절이나 겨드랑이 림프절로 퍼졌을 수 있지만 거리가 먼 조직으로 거의 전이되지는 않는다. 크기는 일반적으로 작고, 느리게 자라며, 통증이 없고, 경계가 잘 잡혀 있고, 움직일 수 있는 유방 덩어리이다. MSC 종양은 일반적으로 발달 및 진행의 기초가 되는 것으로 보이는 특징적인 유전적 이상을 운반하는 독특한 현미경적 특징과 종양 세포를 가지고 있다.
수술적 제거는 국소화된 MSC 종양 치료의 주류로 간주되어 왔다. 원위 조직으로 전이된 드문 경우의 MSC 종양은 화학 요법과 방사선 요법으로 치료를 받았지만 이러한 치료에 거의 또는 전혀 반응을 보이지 않았다. 새로운 연구에서는 MSC 종양 세포의 유전적 이상을 표적으로 삼은 약물 치료가 MSC 종양에 더 효과적인 치료법일 수 있음을 시사한다.